# وزارت محیط زیست، جنگل و تغییر اقلیم
وزارت محیط زیست، جنگل و تغییر اقلیم (انگلیسی: Ministry of Environment, Forest and Climate Change) یک وزارتخانه در دولت هند است. این وزارتخانه توسط ارشدترین دبیر اتحادیه خدمات اداری کشور هند (IAS) رهبری می‌شود که در حال حاضر در اختیار بوپندر یاداو، وزیر محیط زیست، جنگل و تغییر اقلیم این اتحادیه است. این وزارتخانه مسئول برنامه‌ریزی، ترویج، هماهنگی و نظارت بر اجرای برنامه‌های زیست‌محیطی و جنگل‌داری در کشور است. فعالیت‌های اصلی انجام‌شده توسط این وزارتخانه شامل حفاظت و بررسی گیاهان و جانوران هند، جنگل‌ها و دیگر مناطق بیابانی است. همچنین مسئول پیشگیری و کاهش آلودگی محیط زیست هند می‌باشد.

## تاریخچه
بحث‌های زیست‌محیطی اولین بار در اولین دوره نخست‌وزیری ایندیرا گاندی وارد دستور کار سیاسی و ملی شد. برای مثال، «در برنامه پنج‌ساله چهارم (۱۹۶۹–۱۹۷۴)، بر اساس ارزیابی جامع، پرداختن به مسائل زیست‌محیطی را اعلام کرد. وی در سال ۱۹۷۷ گفت: «دولت باید برای حفاظت و بهبود محیط زیست و حفاظت از جنگل‌ها و حیات وحش کشور تلاش کند.» متعاقباً با تغییراتی در قانون اساسی زمینه برای ایجاد یک اداره فدرال محیط زیست در سال ۱۹۸۰ فراهم شد که در سال ۱۹۸۵ به وزارت محیط زیست و جنگل تبدیل شد. اگرچه مقابله با تغییرات اقلیمی قبلاً مسئولیت این وزارتخانه بود، اما سرانجام در ماه مه ۲۰۱۴ نام این وزارتخانه به وزارت محیط زیست، جنگل و تغییر اقلیم تغییر یافت.

## مدیریت اداری
مدیریت اداری جنگل محدوده ایالت‌ها را با تقسیم‌بندی جنگلی تعیین می‌کند. کوچک‌ترین واحد این تقسیم‌بندی بیت‌های جنگلی است که هر بیت به‌طور متوسط ۱۶ کیلومتر مربع وسعت دارند.

## سازمان‌های تحت پوشش
- اداره مرکزی باغ وحش هند، دهلی نو
- سازمان ملی تنوع زیستی، چنایی
- سازمان ملی حفاظت از ببر، دهلی نو

### دفاتر تابعه
- شرکت توسعه جنگل و مراتع جزایر آندامان و نیکوبار (زیرمجموعه بخش عمومی)
- هیئت رفاه حیوانات هند، چنایی
- بررسی گیاه‌شناسی هند (BSI)، کلکته
- هیئت مرکزی کنترل آلودگی
- سیستم اطلاعات زیست‌محیطی (ENVIS)[۶]
- هیئت کنترل آلودگی ایالت اودیسا
- کمیته کنترل آلودگی دهلی
- مدیریت آموزش جنگل
- بررسی جنگل‌های هند
- آکادمی ملی جنگل ایندیرا گاندی
- هیئت ملی جنگل‌کاری و توسعه زیست‌محیطی
- هیئت ملی حیات وحش
- مؤسسه ملی رفاه حیوانات
- موزه ملی تاریخ طبیعی دهلی نو

### مراکز ممتاز
- مرکز آموزش محیط زیست احمدآباد (هند)
- مرکز آموزش محیط زیست، چنایی
- مرکز حیوانات و محیط زیست، بنگلور
- مرکز ممتاز اقتصاد محیط زیست، چنایی
- بنیاد احیای سنت‌های بهداشتی محلی، بنگلور
- مرکز علوم بوم‌شناختی، بنگلور
- مرکز مدیریت زیست‌محیطی اکوسیستم تخریب‌شده، دهلی نو
- مرکز محیط زیست معدن‌کاری
- مرکز پرنده‌شناسی و تاریخ طبیعی سلیم علی
- مؤسسه تحقیقات و باغ گیاه‌شناسی گرمسیری،[۷] تریواندروم

### موسسه‌های مستقل
- موسسه ملی محیط زیست هیمالیا، آلمورا
- موسسه مدیریت جنگل هند، بوپال
- موسسه تحقیقاتی و آموزشی صنایع تخته سه‌لا (پلی وود) هند، بنگلور
- شورای تحقیقات و آموزش جنگلداری هند، درادون
- موسسه حیات وحش هند، درادون